# Jerzy Chozewita
Jerzy Chozewita – mnich chrześcijański, czczony w prawosławiu jako święty. 
Urodził się na Cyprze. Wcześnie stracił rodziców; udał się wówczas na pielgrzymkę do Palestyny. Z Ziemi Świętej już nie wyjechał, gdyż wstąpił do Monasteru Chozewickiego na pustyni między Jerychem a Jerozolimą. Po pewnym czasie został jego przełożonym. Już za życia zyskał opinię świętego dzięki surowej ascezie, jaką uprawiał. 
Na ikonach przedstawiany w szatach mnicha wielkiej schimy, co sugeruje, że złożył takie śluby; nie zostało jednak ustalone, kiedy miało to miejsce. 